# Hipismo nos Jogos Olímpicos de Verão de 2016
As competições de hipismo nos Jogos Olímpicos de Verão de 2016 foram disputadas nas tradicionais três modalidades: adestramento, concurso completo de equitação (CCE) e saltos. As provas foram disputadas no Centro Olímpico de Hipismo, na Vila Militar, região do Parque Olímpico de Deodoro, no Rio de Janeiro, entre 6 a 19 de agosto. É o único dos esportes olímpicos em que homens e mulheres competem juntos nas mesmas provas, disputadas individualmente e por equipes.

## Histórico
O hipismo já era tratado como competição há pelo menos 2 000 anos, período em que os gregos introduziram o treinamento de adestramento para preparar os cavalos para a guerra. Desde a Idade Média, ainda como exercício militar, se desenvolveu um evento de três dias que combinava adestramento, cross-country e testes de saltos, projetado para refletir os desafios enfrentados pelos cavalos em batalhas. O formato atual deve muito à sua inclusão nos Jogos Olímpicos, que levou à criação da Federação Equestre Internacional (FEI), em 1921.
O esporte foi apresentado pela primeira vez nos Jogos Olímpicos em 1900, os segundos da era moderna, que ocorreu na França. Só foi incluído, porém, de forma permanente no programa olímpico nos Jogos de Estocolmo, em 1912, já com as três modalidades atuais. Curiosamente, por quarenta anos, apenas militares homens podiam participar das provas de hipismo, até os Jogos de Helsínque, em 1952.

## Eventos
As três modalidades olímpicas são disputas em duas provas, individual e por equipe, em que homens e mulheres disputam conjuntamente.

### Adestramento
Foi disputado a partir da quarta-feira, 10 de agosto, até dia 15 de agosto, com sessenta conjuntos.
Nessa modalidade, cada conjunto executa movimentos obrigatórios, definidos em regulamento, numa sequência preestabelecida, denominada reprise, em uma área de 60 m por 20 m, sem que haja comunicação entre o cavaleiro e o animal. É importante que o animal se mostre calmo, elástico, descontraído e flexível. Os movimentos se desenvolvem nas três andaduras naturais, passo, trote e galope.
A apresentação é avaliada por um grupo de cinco juízes, que pontuam a precisão dos movimentos. A exigência com relação aos movimentos aumenta progressivamente a cada fase da disputa.

### CCE
Foi a primeira das modalidades a ser disputada no hipismo, a partir de sábado, 6 de agosto, até o dia 9 de agosto, com sessenta e cinco conjuntos.
É uma modalidade que combina três modalidades independentes: adestramento, cross-country e saltos.
- Adestramento: segue a mesma estrutura da competição independente. As pontuação atribuída pelos juízes é convertida em pontos de penalidade.
- Cross-country: é uma corrida de obstáculos, em um circuito de 5 700 m a 6 270 m, com até 45 obstáculos (o circuito pode ser reduzido em situações específicas, como condições meteorológicas inadequadas). O conjunto deve completar o circuito dentro do período de tempo prescrito, sem erros nos obstáculos, caso contrário sofrerá as penalidades específicas, equivalente ao tempo ultrapassado ou por erros cometidos.
- Saltos: segue a mesma estrutura da competição independente. No CCE, os conjuntos enfrentam circuitos com nível de dificuldade menor do que na competição de saltos.

### Saltos
Foi disputada a partir do domingo, 14 de agosto, até o dia 19 de agosto, com setenta e cinco conjuntos.
Os conjuntos enfrentam circuitos com obstáculos, que incluem obstáculos com água, paredes simuladas de pedra, barreiras paralelas, triplas e outras variações, com o objetivo de testar a habilidade do cavaleiro e a capacidade de salto do cavalo. As faltas cometidas pelo conjunto, derrubar um obstáculo, refugo e exceder o tempo determinado, geram pontos correspondentes às penalidades.

## Qualificatórias
Cada modalidade tem as suas próprias regras de qualificação, com predominância dos rankings da Federação Equestre Internacional. Em todas as modalidades, além das vagas conquistadas por equipe, todos os Comitês Olímpicos Nacionais (CON) que qualificassem pelo menos três conjuntos para a competição individual se qualificavam também com uma equipe.
Adestramento
Foram disputadas vinte vagas para a competição individual, além das quarenta vagas preenchidas pelos conjuntos inscritos por equipe. Estavam disponíveis dez vagas para a disputa por equipe, cada uma com até quatro conjuntos. Uma vaga foi do país-sede.
CCE
Foram disputadas vinte e uma vagas para a competição individual, além das quarenta e quatro vagas preenchidas pelos conjuntos inscritos por equipe. Estavam disponíveis quinze vagas para a disputa por equipe, cada uma com até quatro conjuntos. Uma vaga foi do país-sede.
Saltos
Foram disputadas quinze vagas para a competição individual, além das sessenta vagas preenchidas pelos conjuntos inscritos por equipe. Estavam disponíveis quinze vagas para a disputa por equipe, cada uma com até quatro conjuntos. Uma vaga foi do país-sede.

## Formato da disputa
Adestramento

Centro Olímpico de Hipismo

São três fases de competição: Grand Prix, Grand Prix Especial e Grand Prix Freestyle (estilo livre).
Todos os atletas competem no Grand Prix e os pontos obtidos, com base na avaliação de cinco juízes. são considerados para as disputas individual e por equipes.
Disputa individual
Na primeira fase, o Grand Prix, todos os membros de equipes classificadas (mínimo de 18 conjuntos) e os oito conjuntos com maior pontuação dentre os que não se classificaram por equipe, além dos que ficarem empatados com o oitavo classificado, qualificam-se para a fase seguinte da competição, o Grand Prix Especial.
Classificam-se para a final, Grand Prix Freestyle, os melhores dezoito conjuntos, mas no máximo três conjuntos por CON, além dos que ficarem empatados com o décimo oitavo classificado. São considerados apenas os pontos obtidos no Grand Prix Especial.
No Grand Prix Freestyle são disputadas as medalhas individuais, considerando-se apenas a pontuação dessa fase.
Disputa por equipes
Cada equipe é formada por três ou quatro conjuntos atleta/cavalo. A pontuação obtida pela equipe resulta da soma da pontuação dos três melhores conjuntos da equipe.
Na primeira fase, o Grand Prix, as seis equipes com maior pontuação, além das que ficarem empatadas na sexta colocação, qualificam-se para a competição final por equipes, o Grand Prix Especial, e seus componentes também continuam na disputa individualmente.
No Grand Prix Especial ocorre a disputa pelas medalhas por equipe. O resultado final de cada uma das equipes é a soma de sua pontuação nas duas fases.
CCE
Todos os competidores participam das três provas, cuja sequência é adestramento, cross-country e saltos. Em cada uma delas são considerados os pontos de penalidade sofridos por cada conjunto. O objetivo é somar o menor número de pontos considerando todas as provas.
No adestramento, a pontuação atribuída pelos juízes é convertida em pontos de penalidade.
Na prova de saltos, o primeiro circuito tem extensão de 60 0m e 11 ou 12 obstáculos, com altura de 1,25 m, e o tempo mínimo previsto impõe uma velocidade média de 375 m/min. O segundo circuito é mais curto, com 360 m a 500 m e 9 obstáculos, porém com altura de 1,30 m.
Apenas os melhores vinte e cinco conjuntos, no máximo três conjuntos por CON, além dos que ficarem empatados com o vigésimo quinto classificado, competem na prova final de saltos. A pontuação final, somadas as quatro provas, nas três modalidades, determina as medalhas e a classificação na prova individual.
Disputa por equipes
Cada equipe é formada por três ou quatro conjuntos atleta/cavalo. A pontuação obtida pela equipe resulta da soma da pontuação dos três melhores conjuntos da equipe.
A prova final por equipes é o primeiro circuito de saltos e a pontuação final é a soma das três provas disputadas, que define a classificação e a disputa por medalhas por equipes. Em caso de empate, são consideradas as três melhores classificações individuais de cada equipe.
Saltos
Disputa individual

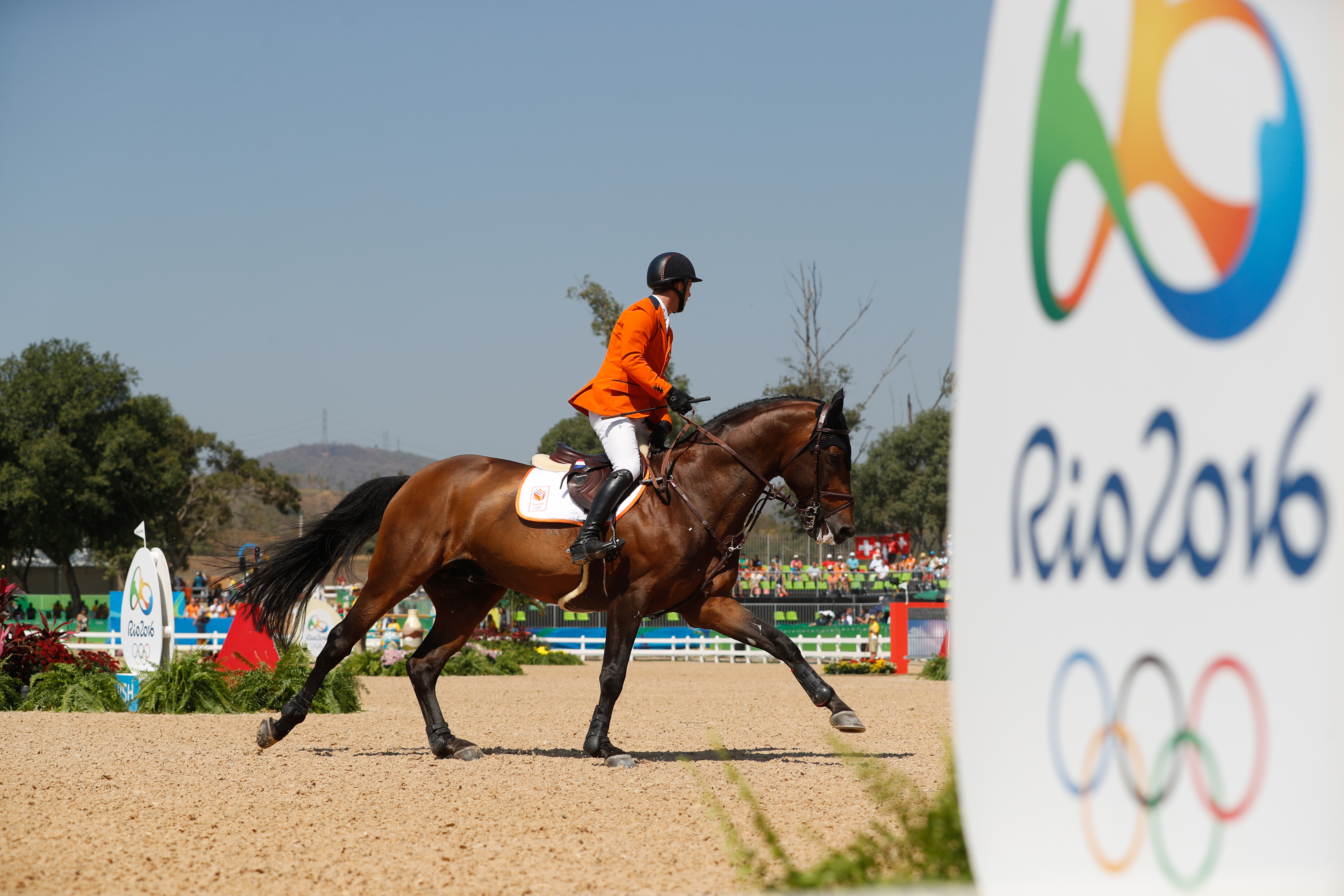
Ginete durante a competição de saltos.

A prova é disputada em cinco rodadas: três qualificatórias e duas finais. A pontuação nas três primeiras rodadas são somadas, para efeito de classificação para as rodadas seguintes e são zeradas para a fase final.
Após a primeira rodada qualificatória os sessenta conjuntos com menor pontuação, além dos que ficarem empatados com o 60º classificado e todos os membros de equipes, qualificam-se para a segunda rodada.
Na segunda rodada, os quarenta e cinco conjuntos com menor pontuação, além dos que ficarem empatados com o 45º classificado e todos os membros das oito melhores equipes, qualificam-se para a terceira rodada. Após a terceira rodada, passam para as rodadas finais os trinta e cinco conjuntos com menor pontuação, mas no máximo três conjuntos por CON, além dos que ficarem empatados com o 35º classificado.
Na fase final, os vinte conjuntos com menor pontuação, além dos que ficarem empatados com o vigésimo classificado, passam da primeira para a rodada decisiva, na qual serão disputadas as medalhas, entre os que somarem menor pontuação nas duas rodadas finais. Caso ocorra empate na disputa por medalhas, haverá uma rodada de desempate entre os conjuntos empatados.
Disputa por equipes
Cada equipe é formada por três ou quatro conjuntos atleta/cavalo. A pontuação obtida pela equipe resulta da soma da pontuação dos três melhores conjuntos da equipe.
As equipes competem em apenas duas rodadas, correspondentes às segunda e terceira rodadas da prova individual. A ordem de entrada de cada conjunto é definida conforme os resultados da 1ª rodada individual.
Na rodada qualificatória as oito equipes com menor pontuação, além das que ficarem empatadas na oitava colocação, qualificam-se para a rodada final por equipes. As equipes com menor pontuação, somadas as duas rodadas disputam as medalhas por equipe. Caso ocorra empate na disputa por medalhas, haverá uma rodada de desempate entre as equipes empatadas.

## Calendário
|                         |            | Sexta 5 ago | Sábado 6 ago | Domingo 7 ago | Segunda 8 ago | Terça 9 ago | Quarta 10 ago | Quinta 11 ago | Sexta 12 ago | Sábado 13 ago | Domingo 14 ago | Segunda 15 ago | Terça 16 ago | Quarta 17 ago | Quinta 18 ago | Sexta 19 ago |
| CCE                     | CCE        | CCE         | CCE          | CCE           | CCE           | CCE         | CCE           | CCE           | CCE          | CCE           | CCE            | CCE            | CCE          | CCE           | CCE           | CCE          |
| ----------------------- | ---------- | ----------- | ------------ | ------------- | ------------- | ----------- | ------------- | ------------- | ------------ | ------------- | -------------- | -------------- | ------------ | ------------- | ------------- | ------------ |
| Adestramento            | Individual |             | Adestramento | Adestramento  |               |             |               |               |              |               |                |                |              |               |               |              |
| Adestramento            | Por equipe |             | Adestramento | Adestramento  |               |             |               |               |              |               |                |                |              |               |               |              |
| Cross-country           | Individual |             |              | Cross-country |               |             |               |               |              |               |                |                |              |               |               |              |
| Cross-country           | Por equipe |             |              | Cross-country |               |             |               |               |              |               |                |                |              |               |               |              |
| Saltos – 1º circuito    | Individual |             | Saltos       |               |               |             |               |               |              |               |                |                |              |               |               |              |
| Saltos – 1º circuito    | Por equipe | Final       |              |               |               |             |               |               |              |               |                |                |              |               |               |              |
| Saltos – circuito final | Individual | Final       |              |               |               |             |               |               |              |               |                |                |              |               |               |              |
| Inspeção dos animais    |            |             |              |               |               |             |               |               |              |               |                |                |              |               |               |              |
| Adestramento            |            |             |              |               |               |             |               |               |              |               |                |                |              |               |               |              |
| Grand Prix              | Individual |             |              |               |               |             | Qual.         | Qual.         |              |               |                |                |              |               |               |              |
| Grand Prix              | Por equipe |             |              |               |               |             | Qual.         | Qual.         |              |               |                |                |              |               |               |              |
| Grand Prix Especial     | Individual |             |              | 2ª qual.      |               |             |               |               |              |               |                |                |              |               |               |              |
| Grand Prix Especial     | Por equipe | Final       |              |               |               |             |               |               |              |               |                |                |              |               |               |              |
| Grand Prix Freestyle    | Individual |             |              |               | Final         |             |               |               |              |               |                |                |              |               |               |              |
| Inspeção dos animais    |            |             |              |               |               |             |               |               |              |               |                |                |              |               |               |              |
| Saltos                  |            |             |              |               |               |             |               |               |              |               |                |                |              |               |               |              |
| 1ª rodada               | Individual |             |              |               |               |             |               |               |              |               |                | 1ª qual.       |              |               |               |              |
| 2ª rodada               | Individual |             | 2ª qual.     |               |               |             |               |               |              |               |                |                |              |               |               |              |
| 2ª rodada               | Por equipe | Qual.       |              |               |               |             |               |               |              |               |                |                |              |               |               |              |
| 3ª rodada               | Individual |             | 3ª qual.     |               |               |             |               |               |              |               |                |                |              |               |               |              |
| 3ª rodada               | Por equipe | Final       |              |               |               |             |               |               |              |               |                |                |              |               |               |              |
| Final                   | Individual |             |              | Final A       |               |             |               |               |              |               |                |                |              |               |               |              |
| Final                   | Individual | Final B     |              |               |               |             |               |               |              |               |                |                |              |               |               |              |
| Inspeção dos animais    |            |             |              |               |               |             |               |               |              |               |                |                |              |               |               |              |

## Participantes
Quarenta e três CONs se qualificaram. Catar, Palestina, República Dominicana, Taipé Chinesa e Zimbábue fizeram suas estreias no hipismo em Jogos Olímpicos.
- RSA África do Sul (1)
- GER Alemanha (12)
- ARG Argentina (4)
- AUS Austrália (12)
- AUT Áustria (1)
- BEL Bélgica (5)
- BLR Bielorrússia (1)
- BRA Brasil (12)
- CAN Canadá (10)
- QAT Catar (4)
- CHI Chile (1)
- CHN China (1)
- COL Colômbia (2)
- KOR Coreia do Sul (1)
- DEN Dinamarca (4)
- ECU Equador (1)
- EGY Egito (1)
- ESP Espanha (9)
- USA Estados Unidos (12)
- FIN Finlândia (1)
- FRA França (12)
- GBR Grã-Bretanha (12)
- IRL Irlanda (6)
- ITA Itália (5)
- JPN Japão (10)
- MAR Marrocos (1)
- MEX México (1)
- NZL Nova Zelândia (5)
- NED Países Baixos (12)
- PLE Palestina (1)
- PER Peru (1)
- PUR Porto Rico (1)
- POR Portugal (1)
- DOM República Dominicana (1)
- RUS Rússia (5)
- SWE Suécia (12)
- SUI Suíça (8)
- TPE Taipé Chinês (1)
- TUR Turquia (1)
- UKR Ucrânia (5)
- URU Uruguai (1)
- VEN Venezuela (2)
- ZIM Zimbabwe (1)

## Medalhistas
| Adestramento individual detalhes  | Charlotte Dujardin (Valegro) GBR Grã-Bretanha | Isabell Werth (Weihegold Old) GER Alemanha                                                                                        | Kristina Bröring-Sprehe (Desperados FRH) GER Alemanha                                                                                     |  |  |  |
| Adestramento por equipes detalhes | Sönke Rothenberger (Cosmo) Dorothee Schneider (Showtime FRH) Kristina Bröring-Sprehe (Desperados FRH) Isabell Werth (Weihegold Old) GER Alemanha             | Spencer Wilton (Super Nova II) Fiona Bigwood (Orthilia) Carl Hester (Nip Tuck) Charlotte Dujardin (Valegro) GBR Grã-Bretanha      | Allison Brock (Rosevelt) Kasey Perry-Glass (Dublet) Steffen Peters (Legolas 92) Laura Graves (Verdades) USA Estados Unidos                |  |  |  |
|                                   | | | |  |  |  |
| CCE individual detalhes           | Michael Jung (Sam FBW) GER Alemanha | Astier Nicolas (Piaf de B'Neville) FRA França                                                                                     | Phillip Dutton (Mighty Nice) USA Estados Unidos                                                                                           |  |  |  |
| CCE por equipes detalhes          | Karim Laghouag (Entebbe) Thibaut Vallette (Qing du Briot) Mathieu Lemoine (Bart L) Astier Nicolas (Piaf de B'Neville) FRA França                             | Julia Krajewski (Samourai du Thot) Sandra Auffarth (Opgun Louvo) Ingrid Klimke (Hale-Bob Old) Michael Jung (Sam FBW) GER Alemanha | Shane Rose (CP Qualified) Stuart Tinney (Pluto Mio) Sam Griffiths (Paulank Brockagh) Chris Burton on (Santano II) AUS Austrália           |  |  |  |
|                                   | | | |  |  |  |
| Saltos individual detalhes        | Nick Skelton (Big Star) GBR Grã-Bretanha | Peder Fredricson (All in) SWE Suécia                                                                                              | Eric Lamaze (Fine Lady 5) CAN Canadá |  |  |  |
| Saltos por equipes detalhes       | Philippe Rozier (Rahotep de Toscane) Kevin Staut (Rêveur de Hurtebise) Roger-Yves Bost (Sydney une Prince) Pénélope Leprevost (Flora de Mariposa) FRA França | Kent Farrington (Voyeur) Lucy Davis (Barron) McLain Ward (Azur) Elizabeth Madden (Cortes'C) USA Estados Unidos                    | Christian Ahlmann (Taloubet Z) Meredith Michaels-Beerbaum (Fibonacci) Daniel Deusser (First Class) Ludger Beerbaum (Casello) GER Alemanha |  |  |  |

## Quadro de medalhas
| Ordem | País               | Medalha de ouro | Medalha de prata | Medalha de bronze |    | Ordem por total |
| ----- | ------------------ | --------------- | ---------------- | ----------------- | -- | --------------- |
| 1     | GER Alemanha       | 2               | 2                | 2                 | 6  | 1               |
| 2     | FRA França         | 2               | 1                |                   | 3  | 2               |
|       | GBR Grã-Bretanha   | 2               | 1                |                   | 3  | 2               |
| 4     | USA Estados Unidos |                 | 1                | 2                 | 3  | 2               |
| 5     | SWE Suécia         |                 | 1                |                   | 1  | 5               |
| 6     | AUS Austrália      |                 |                  | 1                 | 1  | 5               |
|       | CAN Canadá         |                 |                  | 1                 | 1  | 5               |
| TOTAL | TOTAL              | 6               | 6                | 6                 | 18 | —               |